# Besserud Station
Besserud Station (Besserud stasjon) er en metrostation på Holmenkollbanen på T-banen i Oslo. Stationen ligger 242,2 meter over havet.
Indtil 1916 var stationen endestation for Holmenkollbanen og hed da Holmenkollen. Da banen blev forlænget til Frognerseteren blev navnet flyttet til en ny station længere oppe, mens den gamle station skiftede navn til Besserud. Samtidig blev stationsbygningen tegnet af Paul Due flyttet til den ligeledes nye Lillevann Station.
59°57′28″N 10°40′24″Ø / 59.95769°N 10.67335°Ø